# Liste der Bodendenkmäler im Kreis Minden-Lübbecke

Kreis Minden-Lübbecke

Die Liste der Bodendenkmäler im Kreis Minden-Lübbecke umfasst:
- Liste der Bodendenkmäler in Bad Oeynhausen
- Liste der Bodendenkmäler in Espelkamp
- Liste der Bodendenkmäler in Hille
- Liste der Bodendenkmäler in Hüllhorst (keine Bodendenkmäler)
- Liste der Bodendenkmäler in Lübbecke
- Liste der Bodendenkmäler in Minden
- Liste der Bodendenkmäler in Petershagen
- Liste der Bodendenkmäler in Porta Westfalica
- Liste der Bodendenkmäler in Preußisch Oldendorf
- Liste der Bodendenkmäler in Rahden (keine Bodendenkmäler)
- Liste der Bodendenkmäler in Stemwede